# Tomasz Afeltowicz
Tomasz Afeltowicz (ur. 3 kwietnia 1925 we Włocławku, zm. 31 sierpnia 2010) – polski ekonomista.

## Życiorys
Wybuch II wojny światowej przerwał mu edukację po II klasie gimnazjum w Ostrołęce. W okresie okupacji pracował jako pomocnik ślusarza, a po wojnie kontynuował naukę i podjął pracę w przemyśle młynarskim jako księgowy w dolnośląskim oddziale Centralnego Zarządu Przemysłu Piwowarsko-Słodowniczego we Wrocławiu. Zdał w 1946 r. małą maturę, a potem eksternistycznie maturę.
Podjął studia prawnicze na Uniwersytecie Wrocławskim, a od roku 1952/1953 pracował na tej uczelni kolejno jako asystent, starszy asystent, adiunkt i docent. Doktoryzował się w 1959 r., habilitował w 1968 r. Od 1968 r. kierował Katedrą Ekonomii Politycznej Wydziału Prawa Uniwersytetu Wrocławskiego, następnie Instytutem Ekonomii Politycznej, a od 1988 r. do przejścia na emeryturę w 1991 r. Instytutem Nauk Ekonomicznych. W 1968 r. mimo zagrożenia dla swojej kariery bronił pracowników przed relegowaniem z uczelni.
W 1981 r. został prezesem zarządu Polskiego Towarzystwa Ekonomicznego. Na początku lat 1980. aktywnie uczestniczył w debatach o reformach gospodarczych i był zapraszany m.in. do Chin, Austrii, RFN, NRD, Liechtensteinu, by przedstawiać projekty reform w Polsce. Autor monografii banków śląskich, prowadził badania nad problemami samorządu pracowniczego, przekształceniami systemu gospodarczego i związanych z nimi kwestiach społecznych. Autor kilkudziesięciu artykułów poświęconych głównie zagadnieniom przemian systemowych w gospodarce centralnie planowanej. Członek Komitetu Ekonomicznego PAN.
Odznaczony m.in.: Krzyżem Oficerskim i Krzyżem Kawalerskim Orderu Odrodzenia Polski, Medalem Komisji Edukacji Narodowej, Złotym Krzyżem Zasługi, Złotą Odznaką Polskiego Towarzystwa Ekonomicznego i Złotą Odznaką ZNP.
Zmarł 31 sierpnia 2010 r. i został pochowany na cmentarzu św. Rodziny przy ul. Smętnej we Wrocławiu.

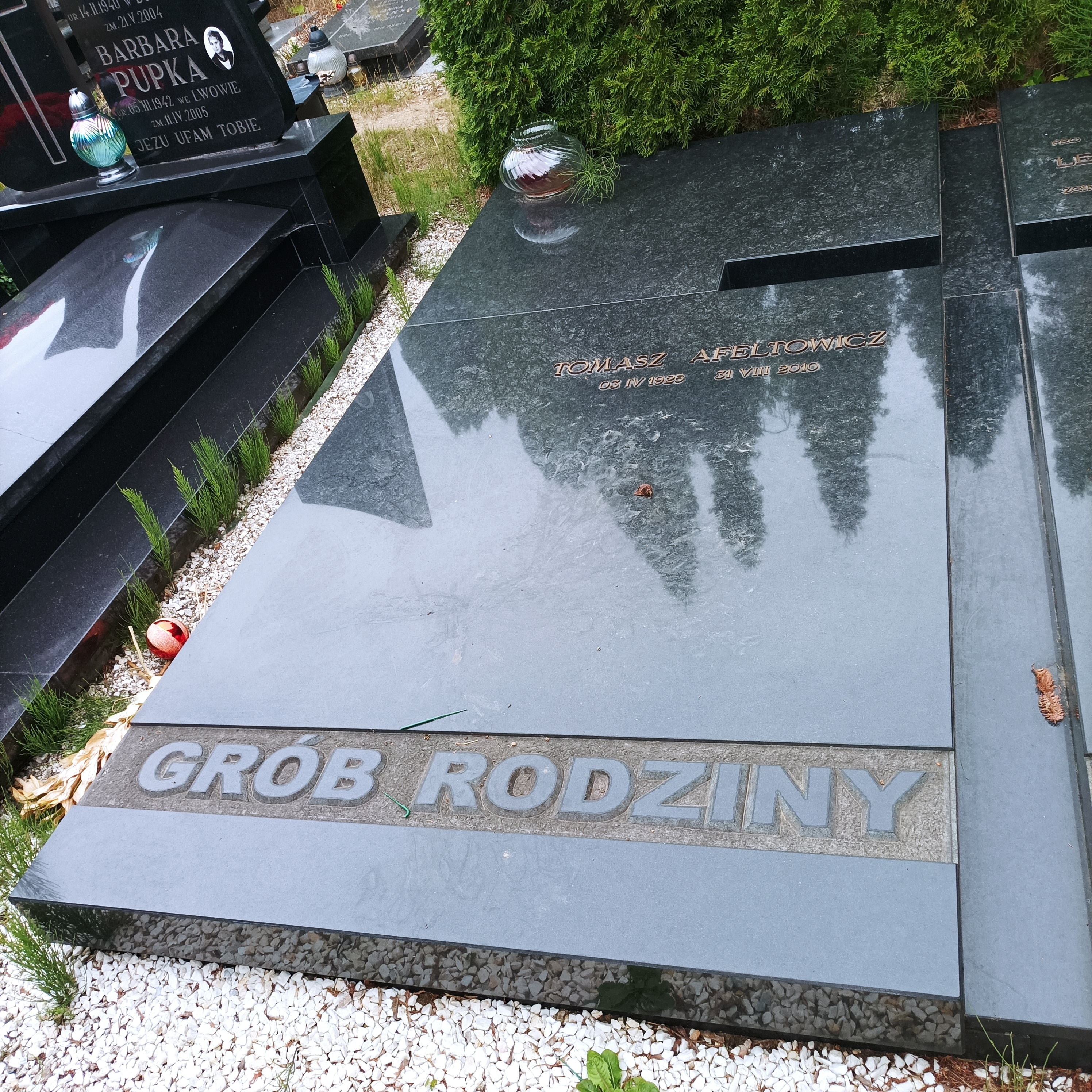
Grób Tomasza Afeltowicza na Cmentarzu Świętej Rodziny we Wrocławiu